# العلاقات الأمريكية البريطانية خلال الحرب العالمية الثانية

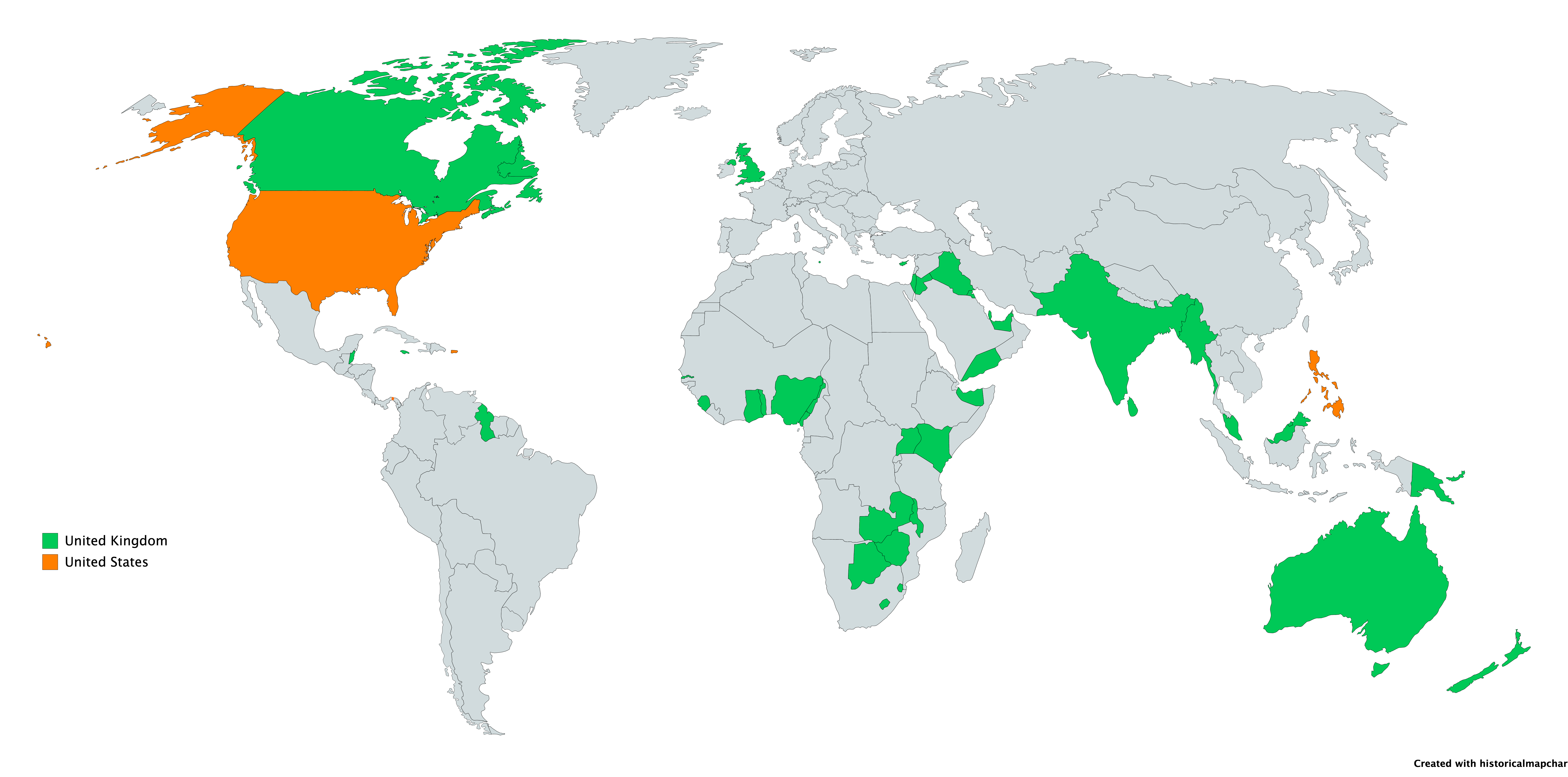
خريطة للولايات المتحدة والمملكة المتحدة مع ممتلكاتهما الاستعمارية خلال الحرب العالمية الثانية

جمعت الولايات المتحدة والمملكة المتحدة علاقات وطيدة ومتشابكة في فترة الحرب العالمية الثانية، وذلك في مجالات الدبلوماسية والعمل العسكري والتمويل والدعم. ربطت بين رئيس الوزراء البريطاني ونستون تشرشل والرئيس الأمريكي فرانكلين روزفلت علاقة شخصية وطيدة بصرف النظر عن المؤسسات الدبلوماسية والعسكرية التي كانا مشرفين عليها.

## شؤون القيادة
احتل كل من روزفلت وتشرشل واجهة المؤلفات الشعبية والأكاديمية المتعلقة بهذه الفترة، إذ وقف كل منهما على رأس نظام صنع قرار معقد عمل على ضمان ورود المعلومات العسكرية والدبلوماسية والاقتصادية ووجهات النظر العامة.
أما من ناحية السياسة الخارجية، عمل روزفلت خلال سنوات على تطوير نظام اتخذ فيه جميع القرارات الكبرى، وتراجع دور وزير الخارجية كورديل هل إلى الواجبات الرسمية والروتينية. لكن الرأي الأهم في الأمور الاقتصادية كان لوزير المالية هنري مورغنثاو الذي لعب دورًا هامًا في السياسة الخارجية، خصوصًا في أمور القروض المالية والعلاقات مع الصين واليهود وألمانيا. على الرغم من أن روزفلت بحد ذاته كان براغماتيًا إلى حد بعيد في الأمور الأخلاقية، لكن الصورة التي قدمها للخارج -وخصوصًا للبريطانيين- كانت مراعية لمشاعرهم. أخبر وزير الشؤون الخارجية البريطاني أنطوني إيدن لجنة الحرب الحكومية أن «السياسة الروسية لا أخلاقية، السياسة الأمريكية أخلاقية بشكل مبالغ به، على الأقل عندما لا يتعلق الأمر بالمصالح الأمريكية».
في الشؤون العسكرية، ترأس هيئة الأركان العامة الأمريكية الأدميرال وليام دي. ليهي الصديق الشخصي المقرب من الرئيس الأمريكي لعقود. تعاملت الهيئة مباشرة مع النظراء البريطانيين ضمن منظمة جديدة هي هيئة الأركان المشتركة التي اتخذت من واشنطن مقرًا لها. اتُخذت القرارات العسكرية من قبل الأركان العامة والأركان المشتركة، وأُرسلت هذه القرارات إلى القادة العسكريين الميدانيين. كان رؤساء الأركان مسؤولين عن قيادة جميع القوات العسكرية للحلفاء في منطقتهم الجغرافية. كان هذا الأمر مفهومًا جديدًا في التاريخ العسكري، عززه الجنرال مارشال وقبله البريطانيون بداية على مضض. أما من ناحية التعاون العسكري البريطاني الأمريكي، كانت مسارح العمليات الأساسية هي حوض البحر المتوسط وأوروبا الغربية. ترأس الجنرال دوايت دي. أيزنهاور مسرح عمليات حوض المتوسط بين عامي 1943 و 1944، ثم انتقل إلى قيادة بعثة قوى الحلفاء إلى غرب أوروبا.
لطالما أعطى المؤرخون اهتمامًا خاصًا للصداقة بين روزفلت وتشرشل، كما تمعنوا بشكل مفصل في الطريقة التي تعامل بها القائدان مع الدكتاتور السوفييتي جوزيف ستالين. التقى روزفلت وتشرشل شخصيًا 11 مرة، بالإضافة إلى ذلك تبادلا 1700 برقية ورسالة حتى أنهما أجريا بعض المكالمات الدولية في بعض الأحيان. وظف روزفلت أيضًا بعض المساعدين من أجل هذا الأمر، خصوصًا هاري هوبكنز وبشكل أقل وليام أفيريل هاريمان. رافق هاريمان تشرشل إلى مؤتمر موسكو عام 1942 ليشرح لستالين سبب إجراء الحلفاء الغربيين عمليات عسكرية في شمال أفريقيا بدلًا من الوفاء بوعدهم وفتح الجبهة الثانية في فرنسا. عُين هاريمان سفيرًا إلى الاتحاد السوفييتي عام 1943.
أدار تشرشل حكومة للحلفاء مثلت جميع الأطراف، كما سيطر على لجنة الحرب الحكومية. كان كليمنت أتلي زعيم حزب العمال نائبًا لرئيس الوزراء وتولى مهمة إدارة كافة الشؤون المحلية. أدى أتلي هذه المهمة بهدوء، وعمل عادة بعيدًا عن الأضواء. اعتمد تشرشل -مثل روزفلت- على جاذبية الشخصية والصورة العلنية القوية من أجل حشد تأييد الرأي العام. تولى تشرشل بنفسه جميع قرارات السياسة الخارجية، أما وزير الخارجية أنطوني إيدن فكان مسؤولًا فقط عن القضايا غير العلنية وقليلة الأهمية. عين تشرشل نفسه وزيرًا للدفاع، وتدخل بشكل متكرر بأعمال رؤساء الأركان كما بدلهم وتجادل معهم باستمرار. يتفق المؤرخون عمومًا على جودة قيادة تشرشل للبلاد خلال الحرب، مركزين في كثير من الأحيان على نجاحه الملفت في الحصول على الدعم الأمريكي. يعتبر المؤرخ ريتشارد ويلكينسون أكثر انتقادًا من معظم أقرانه، ويجادل الموقف الشائع بقوله:
«لم يكن لأحد في بريطانيا أن يضاهي إناز تشرشل في الحصول على دعم الرئيس روزفلت ومواطنيه.. أظهر إعجابًا عميقًا ومخلصًا بأمريكا. كان تقربه من روزفلت مزيجًا مذهلًا من الإطراء والتودد وتكرار القيم المشتركة بين الولايات المتحدة وبريطانيا العظمى وبالتالي الخطر الذي مثلته النازية على كل من البلدين الديمقراطيين. تقرب تشرشل من مصالح أمريكا وعواطف الأمريكيين».
أرسل البريطانيون سفيرين إلى واشنطن، نجح كلاهما في تحقيق سمعة طيبة بتعاملهم مع القادة الأمريكيين والتأثير على الرأي العام الأمريكي. عمل لورد لوثيان بين عامي 1930 و1940 بعد وفاته تولى المنصب لورد هاليفاكس. كان هاليفاكس كوزير للخارجية (1930 - 1940) قائدًا لحركة المصالحة قبل عام 1939، لكنه غير موقفه لاحقًا واتخذ موقفًا صارمًا معاديًا لهتلر. كان السفير الأمريكي في بريطانيا جوزيف كينيدي انهزاميًا حذر روزفلت عام 1940 من الهلاك المحتم لبريطانيا. لم يتمكن روزفلت من عزل كينيدي لأنه احتاج إلى الدعم الأيرلندي في المدن الكبرى في انتخابات عام 1940، دعم كينيدي الرئيس روزفلت في الانتخابات ثم تقاعد، ثم خلفه الجمهوري المعتدل جون وينانت، والذي أبلى بلاء حسنًا في لندن بين عامي 1941 و1946.
بعد إعلانات الحرب، لم تعد قضايا السياسة الخارجية على رأس الأجندة السياسية. صمتت دعوات الترضية في بريطانيا كما هو حال الدعوات الانعزالية في الولايات المتحدة. بعد دخول الولايات المتحدة في الحرب بتاريخ ديسمبر عام 1941، لم يُناقش موضوع السياسة الخارجية كثيرًا في الكونغرس، ولم يطالب كثيرون بالحد من منح القروض المالية للحلفاء. في ربيع عام 1944، أصدر مجلس النواب الأمريكي قرارًا يقضي بتجديد نظام تقديم القروض المالية بأغلبية تصويتية بلغت 334 إلى 21. وأقره مجلس الشيوخ بأغلبية 63 إلى 1.

## التعاون العسكري
كانت هيئة أركان الحلفاء المشتركة مجلسًا عسكريًا أعلى للولايات المتحدة الأمريكية وبريطانيا العظمى خلال الحرب العالمية الثانية، وأشرفت على جميع القرارات السياسية الكبرى للبلدين بإشراف رئيس الوزراء ونستون تشرشل والرئيس فرانكلين دي روزفلت. سيطرت على جميع قوات التحالف في جميع مسارح العمليات العسكرية ومن ضمنها المحيط الهادئ والهند وشمال أفريقيا. لم يكن ممثلو قوى دول الحلفاء الأخرى أعضاء في هيئة أركان الحلفاء المشتركة. بدلًا من ذلك اعتمدت العملية الأساسية على استشارة ’الممثلين العسكريين للقوى الحليفة’ في الشؤون الاستراتيجية.

## التعاون الفني
كان التعاون الفني لصيقًا، إذ اشتركت الدولتان بالأسرار والأسلحة مثل الفتيل المعتمد على المسافة والرادار، بالإضافة إلى محركات الطائرات وشيفرات التواصل النازية والقنبلة الذرية.